# Eschweilera wachenheimii
Eschweilera wachenheimii là một loài thực vật có hoa trong họ Lecythidaceae. Loài này được (Benoist) Sandwith mô tả khoa học đầu tiên năm 1932.